# Czartajew (gmina)
Czartajew – dawna gmina wiejska istniejąca w latach 1952–1954 w woj. białostockim (dzisiejsze woj. podlaskie). Siedzibą gminy był Czartajew.
Gmina została utworzona 1 lipca 1952 roku w woj. białostockim, w nowo powstałym powiecie siemiatyckim, z części gmin Siemiatycze i Drohiczyn. W dniu powołania gmina składała się z 16 gromad: Cecele, Grzyby-Orzepy, Kłopoty-Bańki, Kłopoty-Bujny, Kłopoty-Patry, Kłopoty-Stanisławy, Krasewicze, Kułygi, Lachówka, Leszczka, Moczydły, Skiwy Duże, Skiwy Małe, Wierceń, Wyromiejki, Zalesie.
Gmina została zniesiona 29 września 1954 roku wraz z reformą wprowadzającą gromady w miejsce gmin. Jednostki nie przywrócono 1 stycznia 1973 roku po reaktywowaniu gmin.